# جيمس أوشوجنسي
جيمس أوشوجنسي (بالإنجليزية: James O'Shaughnessy)‏ هو خبير مالي واقتصادي أمريكي، ولد في 24 مايو 1960.
ولد جيمس أوشوجنسي في 24 مايو عام 1960، وهو مستثمر أمريكي ومؤسس شركة أوشوجنسي لإدارة الأصول، ومقرها في ستامفورد - كونتيكت.
تشمل مجالات خبرة أوشوجنسي في تحليل الأسهم الكمية والقرارات البحثية ونماذج الاستثمار.

## السيرة الشخصية
ولد جيمس أوشوغنيسي ونشأ في سانت بول - مينيسوتا، حيث التحق بأكاديمية سانت توماس في شبابه. بدأ إعجابه بسوق الأوراق المالية في سن مبكرة عندما بدأ في تتبع الخصائص الشائعة لدى الشركات الثلاثين في مؤشر داو جونز الصناعي المتوسط. بعد دراسة الاقتصاد الدولي ودبلوماسية الأعمال في كلية الخدمة الخارجية بجامعة جورجتاون، تخرج أوشونيسي بدرجة بكالوريوس الآداب في الاقتصاد من جامعة مينيسوتا عام 1986.
بعد التخرج، عمل أوشوجنسي في شركة رأسمالية تملكها العائلة. خلال هذا الوقت، تعرف على اهتمامه بالبحث الكمي من قبل زميل كان معه في مجلس الإدارة. اقترح الزميل أن بحث أوشوجنسي قد يكون مناسبًا تمامًا لخطة التقاعد. بدأت أوشوجنسي شركة أوشوجنسي لإدارة المال، وبدأت في التشاور مع المؤسسات.
في عام 1991، نقل أوشوجنسي عائلته إلى غرينتش - كونيتيكت، ليكونوا أقرب إلى منطقة نيويورك حيث تقع معظم أعماله. واصل أوشوجنسي تطبيق بحثه عن سوق الأوراق المالية، وفي عام 1994، نُشر أول كتاب له "استثمر مثل الأفضل"، تلاه الإصدار الأول من "ما يعمل في وول ستريت" في عام 1997، و"كيف تتقاعد غنيًا في عام 1998، و"التنبؤ بأسواق الغد" في عام 2006.
بدأ أوشوجنسي صناديق الاستثمار المشتركة الخاصة في عام 1996.
في عام 1997، أطلق البنك الملكي الكندي (RBC) صناديق استثمارأوشوجنسي المشتركة الملكية الكندية. يوجد حاليًا سبعة صناديق استثمارية لعائلة أوشوجنسي. في عام 1999، بدأ أوشوجنسي برنامج نوتفوليو ((Netfolio -شركة الصندوق الشخصي- لتزويد المستثمرين الأفراد بالقدرة على بناء محفظة خاصة بهم عبر الإنترنت. أُغلقت الشركة عام 2001. انتقل أوشوجنسي وفريقه إلى شركة برستيرنز، حيث شغل منصب مدير تنفيذي أول، والرئيس التنفيذي لنظام الأسهم. في عام 2007، توصل أوشوجنسي إلى اتفاق مع شركة برستيرنز لتخليص فريقه النظامي ليشكل شركة أوشوجنسي لإدارة الوصول.

## قائمة المؤلفات

### كتب ألفها
- استثمر مثل الأفضل: استخدام جهاز الكمبيوتر الخاص بك لإلغاء لفتح أسرار أفضل مدراء الأموال، 1994، ماكجرو هيل التعليم.
- كيفية تتقاعد غنيًا: استراتيجيات اختُبرت بالوقت للتغلب على السوق والتقاعد بأناقة، 1998، برودواي بوكس.
- ما يعمل في وول ستريت: دليل لاستراتيجيات الاستثمار الأفضل أداءً في كل العصور، الإصدار الثالث، 2005، مكجرو هيل.
- التنبؤ بأسواق الغد: إستراتيجية استثمار متناقضة لعشرين سنة مقبلة، 2006.

### تعليقات كتبها
- «فرصة أجيال»، 17 مارس 2009.
- «الاستثمار الناشط في الأسهم أمر صعب: فيما يلي بعض السمات التي أعتقد أنها مطلوبة للمستثمرين النشطين للفوز على المدى الطويل»، 13 مارس 2017.